# Jack Renshaw
John Brophy ("Jack") Renshaw (8 août 1909 - 28 juillet 1987) était un homme politique du parti travailliste australien qui a été le 31e premier ministre de Nouvelle-Galles du Sud.

## Jeunesse
Il est né à Wellington dans le centre de la Nouvelle-Galles du Sud de John Ignace Renshaw et de Ann Renshaw (née Reidy). Jack a fait ses études d'abord à l'école primaire de Binnaway, ensuite chez les Frères Patricians à Orange, puis au Collège de la Sainte-Croix à Ryde, dans la banlieue nord-ouest de Sydney. Après avoir quitté l'école, il aida à l'exploitation de la propriété familiale à Hampden Park et, également, d'une laiterie à proximité de Binnaway. Avec ses frères, il ouvrit une boucherie ainsi qu'une entreprise de commerce de bétail et un dépôt de carburant. Il fut conseiller du comté de Coonabarabran de 1937 à 1944 et maire de 1939 à 1940. 

## Carrière politique
Renshaw rejoignit le parti travailliste en 1930, devenant membre de l'exécutif central de 1945 à 1950, puis président du parti travailliste de la circonscription de Gwydir pendant dix ans de 1939 à 1949. De 1941 à 1980, il fut député de Castlereagh. Il fut ministre des terres de 1950 à 1952, secrétaire des Travaux publics de 1952 à 1956, ministre de l'administration locale de 1953 à 1959 et ministre des routes de 1956 à 1959. 
Renshaw fut vice-premier ministre de 1959 à 1964 (à l'époque où Robert Heffron était premier ministre), ministre des finances de 1959 à 1965. Il a également assuré les fonctions de ministre des Terres de 1960 à 1961, ministre de l'Agriculture de 1961 à 1962 et Ministre pour le développement industriel et la décentralisation de 1962 à 1965. 
Lorsque Heffron a pris sa retraite en avril 1964, Renshaw est devenu premier ministre. Cette occupation s'est avéré être surtout un palliatif pour un parti qui, après près d'un quart de siècle au pouvoir, était en fin de course. Il acheva son mandat en mai 1965, lorsque pour la première fois dans l'histoire de la Nouvelle-Galles du Sud, les libéraux ont gagné le pouvoir. Le chef libéral, Sir Robert Askin, a souvent utilisé le slogan "Vingt-quatre années d'anarchie travailliste". Renshaw a démissionné de la direction du parti travailliste peu de temps après une deuxième défaite, de nouveau face à Askin, en 1968. L'ancien vice-premier ministre Pat Hills lui succéda comme chef du parti jusqu'en 1973 mais il resta une figure importante du parti et  redevint ministre des Finances durant les quatre premières années (1976-1980) du gouvernement de  Neville Wran. 
Il est mort à l'âge de 77 ans, en 1987, dans la banlieue nord de Sydney, à Northbridge.